# Heavy (album, Iron Butterfly)
Heavy je první studiové album americké rockové skupiny Iron Butterfly, vydané v lednu roku 1968 u vydavatelství Atco Records. Jeho nahrávání probíhalo v říjnu předchozího roku a jeho producenty byli Charles Greene a Brian Stone. V žebříčku Billboard 200 se album umístilo na 78. příčce.

## Seznam skladeb
| Pořadí | Název                     | Hudba             | Text            | Hlavní vokál                 | Délka |
| ------ | ------------------------- | ----------------- | --------------- | ---------------------------- | ----- |
| 1.     | Possession                | Ingle             | Doug Ingle      | Ingle                        | 2:45  |
| 2.     | Unconscious Power         | Ingle, Danny Weis | Ron Bushy       | Ingle                        | 2:32  |
| 3.     | Get Out of My Life, Woman | Toussaint         | Allen Toussaint | Ingle                        | 3:58  |
| 4.     | Gentle As It May Seem     | Weis              | Darryl DeLoach  | DeLoach                      | 2:25  |
| 5.     | You Can't Win             | Weis              | DeLoach         | Ingle                        | 2:41  |
| 6.     | So-Lo                     | Ingle             | DeLoach         | DeLoach                      | 4:05  |
| 7.     | Look for the Sun          | Ingle, Weis       | DeLoach         | Jerry Penrod, DeLoach, Ingle | 2:14  |
| 8.     | Fields of Sun             | Ingle             | DeLoach         | Ingle                        | 3:12  |
| 9.     | Stamped Ideas             | Ingle             | DeLoach         | DeLoach                      | 2:08  |
| 10.    | Iron Butterfly Theme      | Ingle             | instrumentální  | instrumentální               | 4:34  |

## Obsazení
- Doug Ingle – varhany, zpěv
- Danny Weis – kytara
- Jerry Penrod – baskytara, zpěv
- Darryl DeLoach – tamburína, zpěv
- Ron Bushy – bicí